# هیدرومتالورژی
هیدرومتالورژی یک متد استخراجی است که برای استخراج برخی فلزات از سنگ‌های معدنی مورد استفاده قرار می‌گیرد. در واقع هیدرومتالورژی، یک تکنیک در زمینه متالورژی استخراجی می‌باشد که شامل استفاده از شیمی آلی برای بازیافت فلزات از سنگ‌های معدنی، کنسانتره‌ها و مواد بازیافتی یا باقی مانده و باطله می‌باشد. تکنیک‌های پردازش شیمیایی فلز که مکمل تکنیک هیدرومتالورژی هستند، عبارتند از: پیرومتالورژی، متالورژی بخار و الکترومتالورژی نمکهای مذاب. هیدرومتالورژی به‌طور معمول به سه قسمت کلی تقسیم‌بندی می‌شود:
- لیچینگ (به انگلیسی: Leaching)
- غلیظ سازی محلول و خالص سازی
- استخراج فلز یا ترکیب فلزی

## لیچینگ
لیچینگ شامل استفاده از محلول‌هایی برای استخراج فلز از مواد حمل‌کننده‌ای می‌باشد که دربردارنده مقادیری از فلز یا ترکیب ارزشمند مد نظر هستند. ماده واسط مورد استفاده در هیدرومتالورژی (lixiviant) در مواری از قبیل PH، پتانسیل کاهش اکسیداسیون، حضور عوامل شیمیایی (chelating agents) و دما، تنوع و امکان تغییر دارند تا بتوان نرخ، محدوده و قابلیت انتخاب مؤلفه فلزی مورد نظر، برای محلول شدن را بهینه و کنترل کرد. با استفاده از عوامل چنگاله (به انگلیسی: chelating agents)‌کننده می‌توان به‌طور انتخابی فلز مورد نظر را استخراج نمود. چنین عوامل شیمیایی معمولا آمینهای شیف (Schiff bases) هستند.
پنج پیکربندی مرسوم راکتورهای لیچینگ in-situ , heap , vat , tank و autoclave است.

### لیچینگ In-situ
لیچینگ In-situ با نام «معدن کاری محلولی» نیز شناخته می‌شود. این فرایند در ابتدا شامل حفاری سوراخ‌هایی در معادن سنگی مورد نظر می‌باشد و در ادامه، شکست به وسیله انفجار یا شکست هیدرولیکی مورد استفاده قرار می‌گیرد که موجب ایجاد مسیرهایی در داخل سنگ‌های معدنی، برای نفوذ و حرکت محلول در میان آن‌ها می‌شود. محلول شستشو با استفاده از پمپ به داخل معدن تزریق شده و در میان شکستگی‌ها و منافذ موجود جاری می‌شود این محلول در مسیر خود با سنگ‌های مورد نظر تماس دارد و فلزات موجود در ترکیب فلزی را شسته و در خود حل می‌کند. پس از این مرحله محلول مورد نظر که باردار شده‌است جمع‌آوری و پردازش می‌شود. معدن اورانیوم بورلی نمونه‌ای از شستشو در محل است.

### لیچینگ Heap

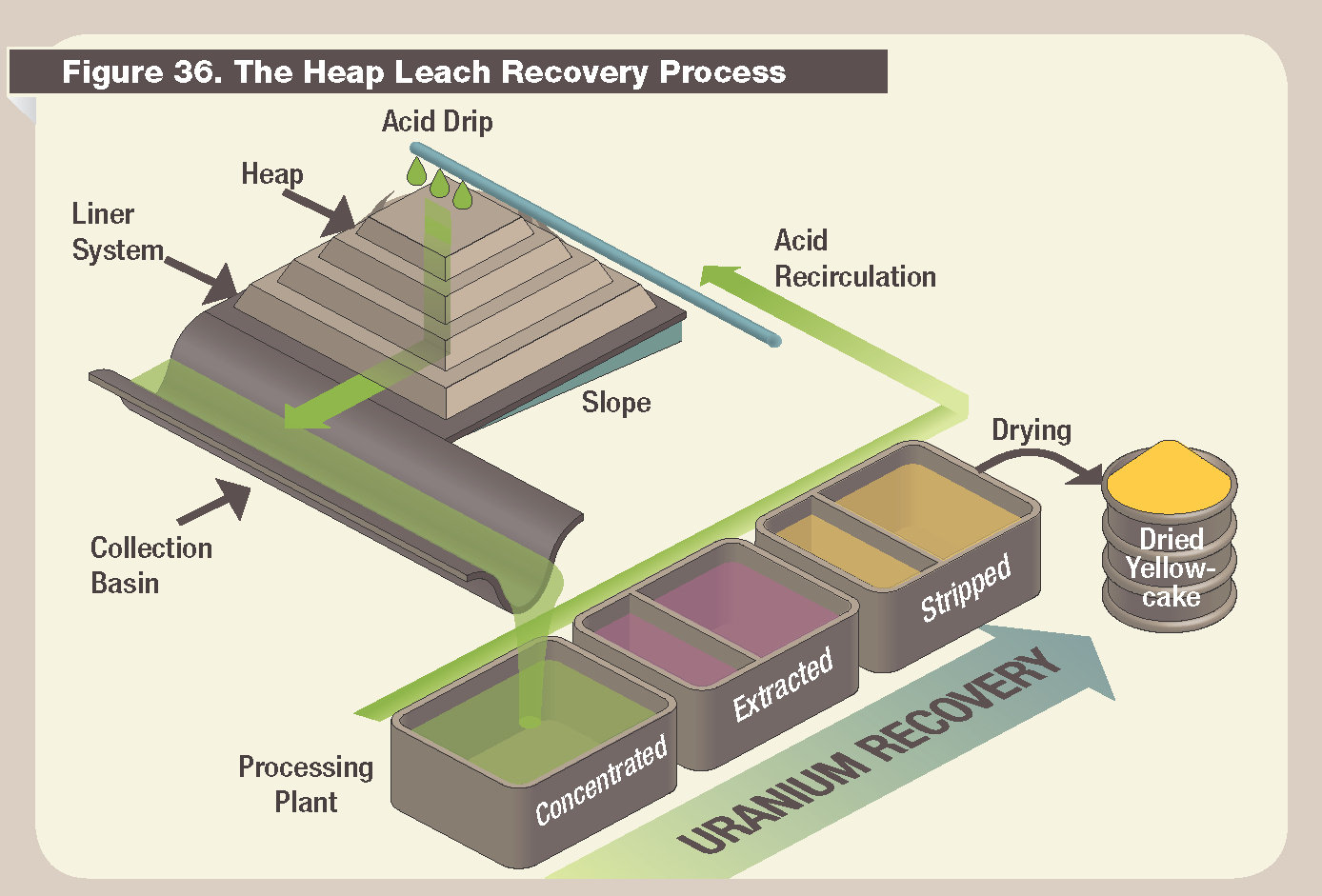
دیاگرام روش هیپ لیچینگ-استخراج اورانیوم

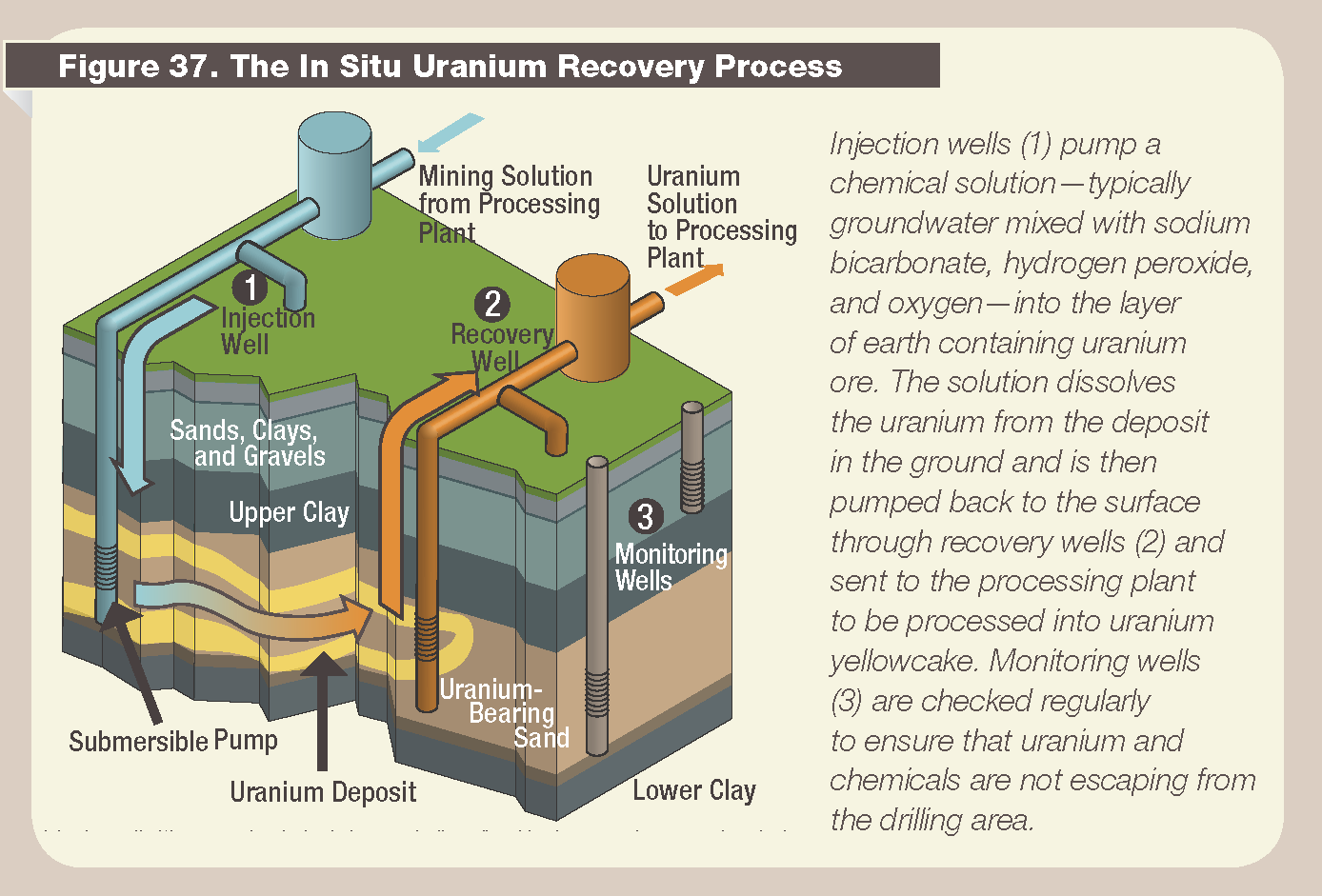
NRC Uranium In Situ Leach

در فرایند Heap لیچینگ، سنگ‌های معدنی خرد شده (و گاهی متراکم شده) در یک توده‌گاه (Heap) که اطراف آن را یک لایه غیرقابل نفوذ پوشانده‌است قرار می‌گیرند. محلول شستشو از بالا بر روی توده مواد اسپری شده و اجازه داده می‌شود تا محلول آرام آرام از بالا به پایین نفوذ کند. طراحی توده گاه شامل ستون‌ها و مسیرهایی برای جمع‌آوری محلول باردار شده و پمپ کردن آن برای پردازش ثانویه می‌باشد. یک مثال برای این روش استخراج طلا است که در آن سنگ‌های حاوی طلا به صورت ساییده و پودر شده در داخل توده گاه جمع شده، سپس با استفاده از محلول سدیم سیانید طلا از مابقی مواد موجود در سنگ معدن (زباله‌ها) جداسازی و استخراج می‌گردد.

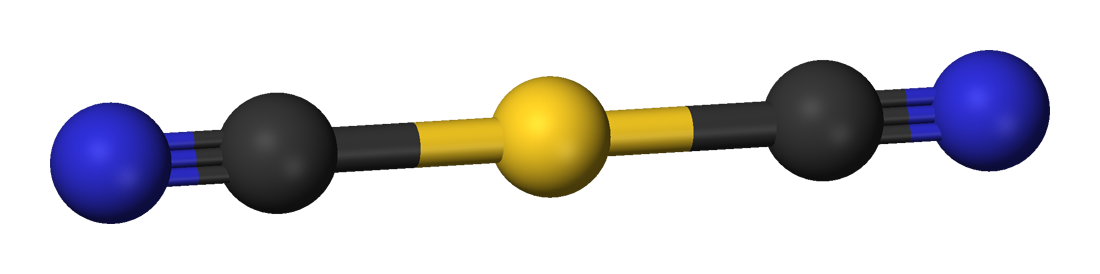
Ball-and-stick model of the aurocyanide or dicyanoaurate(I) complex anion, [Au(CN)2]−

### لیچینگ Vat
فرایند Vat لیچینگ یا لیچ کردن در مخزن به فرآیندی گفته می‌شود که در آن مواد استخراج شده از معدن که معمولاً خرد و سایزبندی شده‌اند در داخل مخزن‌های بزرگی در تماس با محلول شستشو قرار می‌گیرند و پس از طی مدت زمان مشخص محلول جهت پردازش استخراج شده و محتویات مخزن تعویض میگردد.

### لیچینگ Tank
فرایند Tank معمولاً با نام لیچینگ تحریک شده نیز شناخته می‌شود؛ که در آن مواد استخراج شده از معدن که معمولاً خرد و سایزبندی شده‌اند در داخل مخزن‌هایی کوچتر از روش Vat، در تماس با محلول شتشو قرار می‌گیرند. این تانک‌ها می‌توانند سینتیک فرآنید را با افزایش انتقال جرم، تحریک کرده و سرعت ببخشند. مخازن به صورت یک زنجیره از راکتورها قرار گرفته‌اند.

### لیچینگ Autoclave
راکتورهای Autoclave برای انجام واکنش در دماهای بالا استفاده می‌شوند تا نرخ انجام واکنش را تسریع بخشند، بر همین مبنا در سیستم راکتورهای اتوکلاو از گازهای تسریع‌کننده نیز می‌توان استفاده کرد.

## غلیظ سازی محلول و خالص سازی
بعد از لیچینگ معمولاً محلول حاصله باید تحت عملیات غنی سازی قرار بگیرد تا غلظت یون‌های فلزی موجود در آن به حد مطلوب برای بازیابی و استخراج برسد. همچنین گاهی باید یون‌های فلزی نامطلوب از محلول حذف شود.
• ته‌نشینی، حذف انتخابی یک مؤلفه از محلول فلز مد نظر یا حذف ناخالصی اصلی با ته‌نشین کردن عنصر فلزی و جدا کردن ان از محلول می‌باشد. برای مثال از مس به عنوان یک عنصر رسوب دهنده برای خالص سازی محلول‌های نیکل استفاده می‌شود.

Chemical precipitation diagram

- سمانته کردن (به انگلیسی: Cementation)، تبدیل یون فلز به فلز توسط یک واکنش مجدد است. یک کاربرد معمول این روش شامل اضافه کردن آهن قراضه به محلول یون‌های مس است. آهن حل می‌شود و فلز مس ته‌نشین می‌گردد.
- استخراج مایع-مایع
- تبادل یونی
- با احیاء گازی می‌توان پودر نیکل تولید کرد در این روش در اثر واکنش محلولی از نیکل، آمونیا و گاز هیدروژن، پودر نیکل حاصل می‌شود.
- الکترووینیگ یک روش گران‌قیمت است که به‌طور انتخابی می‌توان فلز مورد نظر را استخراج نمود.

### استخراج مایع- مایع
روشی برای جداسازی دو یا چند فاز مایع از یکدیگر است. در این روش از ویژگی تفاوت در انحلال پذیری مواد موجود در خوراک ورودی استفاده می‌شود، به این ترتیب که یک ماده حلال که یکی از مواد موجود در خوراک را بیشتر در خود حل می‌کند، به واحد جداسازی تزریق می‌شود. حلال پس از جداسازی ماده مورد نظر از واحد خارج و ماده درون آن در واحدی دیگر خارج شده و به این ترتیب ماده مورد نظر با خلوص بالا به دست می‌آید.
در روش معمولاً به ماده حلال، ارگانیک گفته می‌شود زیرا که در اکثر اوقات این ماده نوعی روغن می‌باشد.

### تبادل یونی
شیوه‌ای برای جداسازی عنصرها و ترکیب‌هایی است که با پیوند شیمیایی به هم متصل هستند این روش کاربردهای بسیاری دارد که یکی از آن‌ها در صنعت استخراج فلزات است.

## استخراج فلز
آخرین مرحله در یک فرایند هیدرومتالورژی مرحلهٔ استخراج فلز می‌باشد. فلزات با شرایط مناسب برای ارائه به بازار و فروش به عنوان ماده خام، معمولاً به صورت مستقیم در مرحله استخراج حاصل می‌شود. البته گاهی در صورت نیاز به فلزی با خلوص بسیار بسیار بالا مراحل پردازش دیگری نیز مورد نیاز است. انواع اولیه استخراج فلز روش‌های الکترولیز، ته‌نشینی و احیاء گازی هستند.

### الکترولیز
شیوه‌ای برای جداسازی عنصرها و ترکیب‌هایی است که با پیوند شیمیایی به هم متصل هستند این روش کاربردهای بسیاری دارد که یکی از آن‌ها در صنعت استخراج فلزات است.

### ته‌نشینی
ته‌نشینی در هیدرومتالورژی شامل ته‌نشین کردن فلزات و ترکیبات آن‌ها از طریق واکنش‌های شیمیایی می‌شود. عوامل زیادی در آن مؤثر می‌باشد و همچنین گستره کاربرد زیادی دارد